# Города Малави

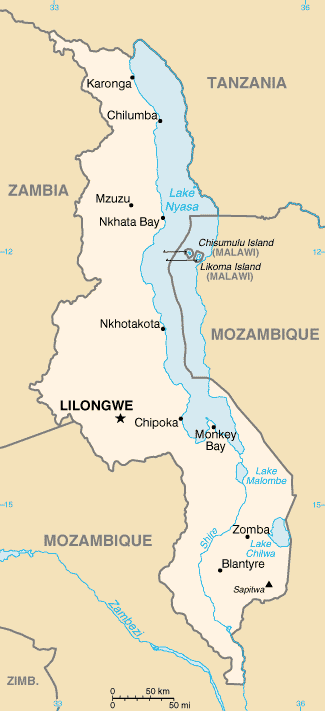
Города Малави

Численность населения дана по состоянию на 2008 год.

## Северный регион
- Мзузу (175 345 чел.)
- Каронга (42 555 чел.)
- Румфи (27 988 чел.)
- Мзимба (26 224 чел.)

## Центральный регион
- Лилонгве (866 272 чел.)
- Касунгу (59 696 чел.)
- Салима (40 106 чел.)
- Нхотакота (33 150 чел.)
- Мчинджи (25 184 чел.)
- Нчеу (14 642 чел.)

## Южный регион
- Блантайр (732 518 чел.)
- Зомба (101 140 чел.)
- Мангоче (51 429 чел.)
- Ливонде (29 489 чел.)
- Нсанье (27 131 чел.)
- Балака (24 052 чел.)
- Муландже (20 870 чел.)
- Лученза (10 896 чел.)